# The Return of the Black Death
The Return of the Black Death är det norska kristna black metal-bandet Antestors första studioalbum. Albumet utgavs 1998 av skivbolaget Cacophonous Records.

## Låtlista
1. "Vinterferden" – 1:21
2. "A Sovereign Fortress" – 4:54
3. "Svartedauens gjenkomst" – 4:42
4. "Sorg" – 6:14
5. "The Bridge of Death" – 5:31
6. "Gamlelandet" – 6:14
7. "Kilden - lik en endeløs elv" – 6:23
8. "Kongsblod" – 5:50
9. "Battlefield" – 5:59
10. "Ancient Prophecy" – 8:00
11. "Ildnatten" – 2:05

Alla låtar skrivna av Lars Stokstad (musik) och Kjetil Molnes (text).

## Medverkande
Musiker (Antestor-medlemmar)
- Martyr (Kjetil Molnes) – sång
- Vemod (Lars Stokstad) – gitarr, keyboard
- Gard (Vegard Undal) – basgitarr
- Armoth (Svein Sander) – trummor

Produktion
- Guy Davie – mastring
- Digitalis (Sebastian James Taylor) – omslagsdesign
- Joe Petagno – foto

### Fotnoter
1. ↑  The Return of the Black Death på discogs.com